# Седма артилерийска бригада
Седма артилерийска бригада е българска артилерийска бригада формирана през 1915 година и взела участие в Първата световна война (1915 – 1918).

## История
Седма артилерийска бригада е формирана през 1915 г., като в състава ѝ влизат 7-и и 17-и артилерийски полкове. През Първата световна война (1915 – 1918) бригадата влиза в състава на 7-а пехотна рилска дивизия. За командир на бригадата е назначен полковник Стоян Пушкаров.
При намесата на България във войната щаба на бригадата разполага със следния числен състав, добитък и обоз:
| Числен състав                       | Добитък  | Обоз                               |
| ----------------------------------- | -------- | ---------------------------------- |
| Офицери: 2 Подофицери и войници: 16 | Коне: 12 | Обикновени коли: 1 Товарни коли: 2 |

## Командири
Званията са към датата на заемане на длъжността.
| №  | звание    | име            | дати                 |
| -- | --------- | -------------- | -------------------- |
| 1. | Полковник | Стоян Пушкаров | Първа световна война |
| 2. | Полковник | Иван Донков    | Първа световна война |